# 비바 아에로버스
비바 아에로버스(영어: VivaAerobús, 스페인어: Aeroenlaces Nacionales, SA de CV)는 멕시코의 저비용 항공사로 IAMSC 그룹(스페인어: Inversionistas en Autotransportes Mexicanos S.A. de C.V.)이 소유하고 있다.

## 운항 노선
- 2014년 8월 기준으로 다음과 같이 운항하고 있다.

## 보유 기종
- 2020년 10월 기준으로 다음과 같이 보유하고 있으며, 평균 기령은 22.4년이다.[1]

## 사진

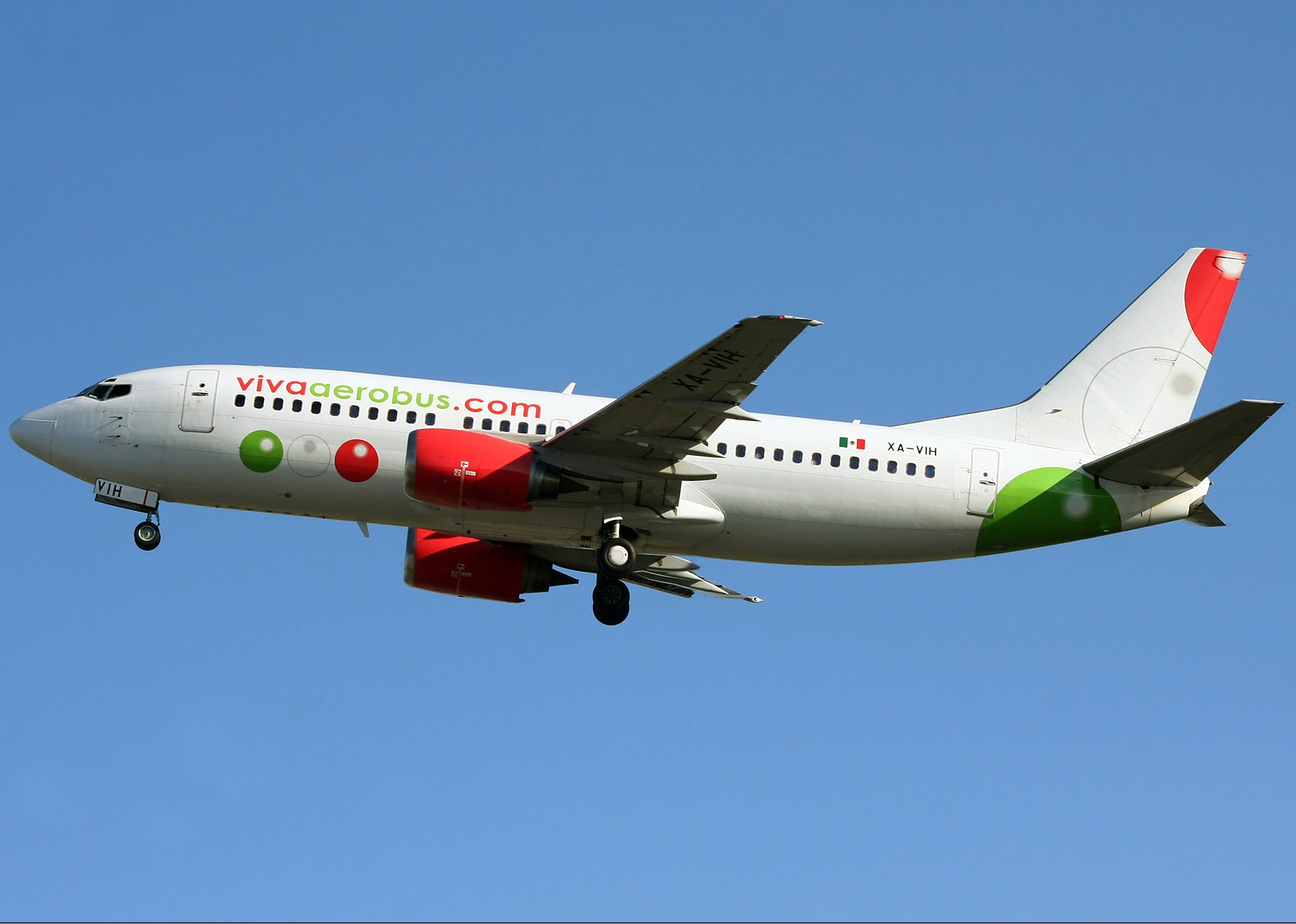
비바 아에로버스의 보잉 737-300